# Зоревка (Херсонская область)
Зоревка (укр. Зорівка) — село в Белозёрской поселковой общине Херсонского района Херсонской области Украины.
Почтовый индекс — 75015. Телефонный код — 5547. Код КОАТУУ — 6520380705.

## Население
Население по переписи 2001 года составляло 246 человек.

### Языковой состав
Родной язык населения по данным переписи 2001 года:
| Язык       | Численность, чел. | Доля     |
| ---------- | ----------------- | -------- |
| Украинский | 218               | 88,62 %  |
| Русский    | 25                | 10,16 %  |
| Другое     | 3                 | 1,22 %   |
| Итого      | 246               | 100,00 % |

## Местный совет
75015, Херсонская обл., Белозёрский р-н, с. Надеждовка, ул. Центральная, 35